# Witold Krzyżanowski

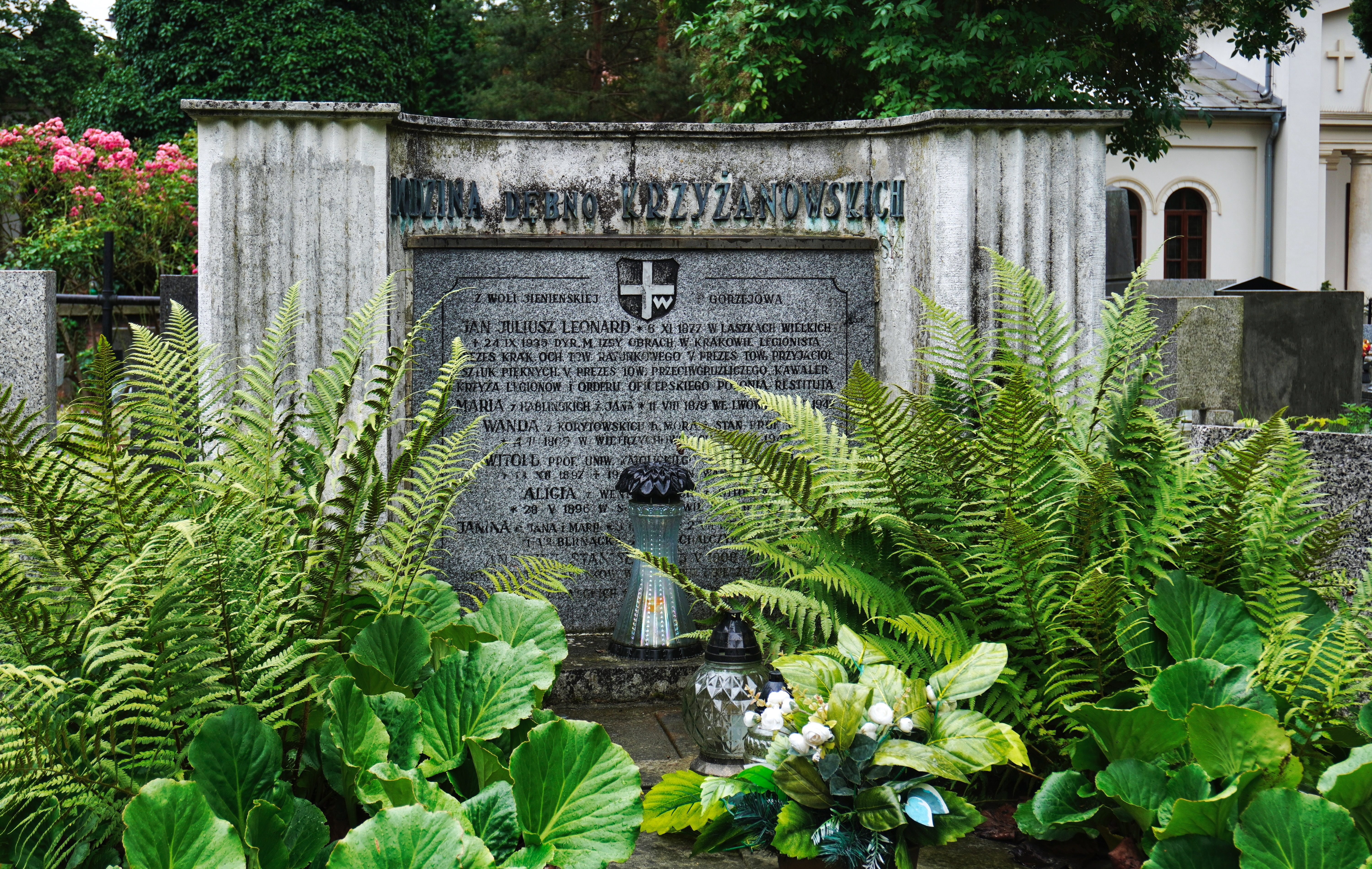
Grób Witolda Krzyżanowskiego na Cmentarzu Rakowickim w Krakowie

Witold Zenon Krzyżanowski (ur. 13 grudnia 1897 w Krakowie, zm. 19 stycznia 1972 tamże) – prawnik, ekonomista, profesor KUL, radca Izby Przemysłowo-Handlowej w Lublinie w 1935 roku, Wiceprzewodniczący Prezydium Okręgu Lubelskiego Obozu Zjednoczenia Narodowego w 1938 roku.

## Życiorys
Był synem Stanisława Krzyżanowskiego i Wandy Korytkowskiej. W latach I wojny światowej walczył w szeregach armii austriackiej. W listopadzie 1918 wstąpił do Wojska Polskiego. Brał udział w wojnie polsko-bolszewickiej w 1920 został zdemobilizowany. W latach 1921–1923 był referentem i kierownikiem biura Towarzystwa Ekonomicznego w Krakowie. W 1922 obronił doktorat z prawa na Uniwersytecie Jagiellońskim. W 1923 został zastępcą profesora ekonomii w Katedrze Geografii Gospodarczej Katolickiego Uniwersytetu Lubelskiego. W latach 1924–1925 prowadził studia badawcze na Uniwersytecie Yale; później przez szereg miesięcy pracował jako robotnik w zakładach Forda w Detroit. Po powrocie do kraju w 1928 habilitował się z ekonomii na Uniwersytecie Stefana Batorego w Wilnie. W tym samym roku został mianowany profesorem Katolickiego Uniwersytetu Lubelskiego. W latach 1933–1935 był dziekanem Wydziału Prawa i Nauk Społeczno-Ekonomicznych KUL. W latach 1936–1939 wykładał również na Uniwersytecie Warszawskim.
Po klęsce kampanii wrześniowej, której był czynnym w stopniu porucznika uczestnikiem, dostał się do sowieckiej niewoli. Zbiegł z transportu i wrócił na krótko do Lublina, a następnie przeniósł się do rodzinnego Krakowa. 6 listopada 1939 wraz z innymi profesorami Uniwersytetu Jagiellońskiego został aresztowany w ramach Sonderaktion Krakau oraz wywieziony do obozu koncentracyjnego w Sachsenhausen. Po zwolnieniu w czasie wojny pracował fizycznie.
W listopadzie 1945 przejął obowiązki profesora zwyczajnego ekonomii politycznej Uniwersytetu Jagiellońskiego. Na emeryturę przeszedł w październiku 1968. Został pochowany na cmentarzu Rakowickim w Krakowie (kw. Jd, zach.).
Witold Krzyżanowski był członkiem Towarzystwa Ekonomicznego w Krakowie od początku jego powstania w 1921. W grudniu 1945 uczestniczył w Zjeździe Założycielskim Polskiego Towarzystwa Ekonomicznego w Łodzi. W lutym 1946 współtworzył Oddział Towarzystwa w Krakowie i został pierwszym jego prezesem, stojąc na czele kolejnych pięciu Zarządów krakowskiego Oddziału PTE w latach 1946–1958. W okresie 1945–1947 był wiceprezesem Zarządu Głównego PTE, a także kolejno członkiem pierwszej Rady Naukowej, członkiem Głównej Komisji Rewizyjnej oraz w latach 1948–1958 i 1967–1971 członkiem Rady Towarzystwa.